# 51 Пегаса b
51 Пега́са b (51 Pegasi b / 51 Peg b, Дими́дий) — первая экзопланета, обнаруженная у звезды 51 Пегаса. Материнская звезда — жёлтый карлик главной последовательности, похожий на Солнце.

## Физические характеристики
51 Пегаса b совершает оборот по круговой орбите вокруг своей звезды за 4,23 суток на расстоянии 0,0527 а.е. (то есть в 19 раз ближе, чем Земля, и в 6 раз ближе, чем Меркурий). Первоначально высказывались предположения, что 51 Пегаса b — твёрдая землеподобная планета, но теперь считается, что она является газовым гигантом с атмосферой, разогретой, по оценкам, до 1000 °C — то есть представляет собой так называемый горячий юпитер. Вполне возможно, что планета из-за приливного воздействия близкой материнской звезды повёрнута к ней всегда одной стороной. Оцениваемая масса планеты составляет приблизительно половину юпитерианской (0,468 MJ), но радиус, вероятно, должен быть больше радиуса Юпитера из-за значительного нагрева.

## История открытия
51 Пегаса b была открыта в 1995 году швейцарскими астрономами Мишелем Майором и Дидье Кело в Обсерватории Верхнего Прованса. Это была первая обнаруженная экзопланета, обращающаяся вокруг солнцеподобной звезды. За это открытие Майор и Кело в 2019 году были удостоены Нобелевской премии по физике.
С помощью оптического спектрометра ELODIE, измеряющего доплеровское смещение линий, Майор и Кело в 1994 году начали регулярное измерение лучевых скоростей у 142 солнцеподобных звёзд, относительно близких к Солнцу. Довольно быстро были обнаружены «покачивания» звезды 51 Пегаса, происходившие с периодом 4,23 суток, вызванные влиянием на звезду обращающейся вокруг неё планеты. Сравнительно большая масса планеты и малый радиус орбиты (в Солнечной системе она располагалась бы значительно ближе к Солнцу, чем Меркурий) облегчили её обнаружение. Вскоре это открытие было подтверждено американскими астрономами Джеффри Марси и Полом Батлером из Сан-Францисской группы исследователей.
Интересно, что в начале 1997 года открытие было подвергнуто сомнению. Было высказано предположение, что планета не существует, а периодические изменения в спектре 51 Пегаса вызваны её пульсацией. Однако следы такой пульсации обнаружить не удалось (если бы звезда пульсировала, то форма спектральных линий была бы переменной, но за всё время наблюдений она оставалась неизменной). Таким образом, существование 51 Пегаса b было окончательно подтверждено.
В 2015 году при помощи спектрографа HARPS был получен прямой спектр оптического излучения, отражённого от поверхности 51 Пегаса b. Это было первое в истории подобное наблюдение.

## Название
Официальное название экзопланеты — 51 Пегаса b (51 Pegasi b, или 51 Peg b для краткости), однако для неё также было предложено неофициальное «прозвище» — «Беллерофонт», в честь Беллерофонта, греческого героя — укротителя Пегаса, как ссылка на созвездие Пегаса, в котором расположена материнская звезда этой планеты. В 2015 году в результате конкурса, объявленного Международным астрономическим союзом, планета получила название Димидий (Dimidium) от латинского слова, означающего «половина», что соотносится с массой планеты, примерно равной половине массы Юпитера.